# Hampus Elgán
Hampus Elgán, född 15 oktober 1990, är en svensk fotbollsmålvakt som spelar för Älvsjö AIK. Han är även före detta handbollsspelare som spelade för Hammarby IF i Elitserien.

## Karriär

### Tidig karriär
Elgáns moderklubb är Rönninge/Salem Fotboll. Han spelade för klubben i Division 4 och Division 5. Elgán spelade även handboll för Hammarby IF i Elitserien. Inför säsongen 2011/2012 avslutade han handbollskarriären och valde istället att satsa på fotbollen.

### Arameisk-Syrianska IF
Inför säsongen 2013 gick Elgán till Arameisk-Syrianska IF. Han spelade 11 matcher i Division 2 Södra Svealand 2013. Säsongen 2014 spelade Elgán 24 ligamatcher.

### Syrianska FC
I januari 2015 värvades Elgán av Syrianska FC. Han tävlingsdebuterade den 4 mars 2015 i en 2–2-match mot Helsingborgs IF i gruppspelet av Svenska cupen 2014/2015. Elgán gjorde sin debut i Superettan den 13 september 2015 i en 0–0-match mot IFK Värnamo. Han spelade ytterligare två matcher i Svenska cupen säsongen 2015; mot Västerås SK (3–1-vinst) och mot Härnösands FF (3–1-vinst).
Säsongen 2016 spelade Elgán 10 ligamatcher. Han spelade även en match i Svenska cupen mot Ytterhogdals IK. Säsongen 2017 spelade Elgán 13 ligamatcher.

### IK Frej
I januari 2018 värvades Elgán av IK Frej, där han skrev på ett ettårskontrakt. Den 4 maj 2018 debuterade Elgán i en 2–0-förlust mot AFC Eskilstuna.

### Brommapojkarna
Den 14 december 2018 värvades Elgán av IF Brommapojkarna, där han skrev på ett treårskontrakt. Elgán spelade 20 matcher i Superettan 2019, men lämnade efter säsongen klubben.

### Återkomst i Arameisk-Syrianska IF
I februari 2020 blev Elgán klar för en återkomst i Arameisk-Syrianska IF.

### Senare karriär
Inför säsongen 2021 värvades Elgán av division 2-klubben Trosa Vagnhärad SK. Under säsongen 2024 spelade han för division 4-klubben Älvsjö AIK.

## Karriärstatistik
| Klubb                  | Säsong             | Liga                       | Liga    | Liga | Svenska cupen | Svenska cupen | Totalt  | Totalt |
| Klubb                  | Säsong             | Division                   | Matcher | Mål  | Matcher       | Mål           | Matcher | Mål    |
| ---------------------- | ------------------ | -------------------------- | ------- | ---- | ------------- | ------------- | ------- | ------ |
| Rönninge/Salem Fotboll | 2012               | Division 5 Stockholm Södra | 2       | 0    | 0             | 0             | 2       | 0      |
| Arameisk-Syrianska IF  | 2013               | Division 2 Södra Svealand  | 11      | 0    | 0             | 0             | 11      | 0      |
| Arameisk-Syrianska IF  | 2014               | Division 2 Södra Svealand  | 24      | 0    | 0             | 0             | 24      | 0      |
| Arameisk-Syrianska IF  | Totalt             | Totalt                     | 35      | 0    | 0             | 0             | 35      | 0      |
| Syrianska FC           | 2015               | Superettan                 | 1       | 0    | 3             | 0             | 4       | 0      |
| Syrianska FC           | 2016               | Superettan                 | 10      | 0    | 1             | 0             | 11      | 0      |
| Syrianska FC           | 2017               | Superettan                 | 13      | 0    | 0             | 0             | 13      | 0      |
| Syrianska FC           | Totalt             | Totalt                     | 24      | 0    | 4             | 0             | 28      | 0      |
| IK Frej                | 2018               | Superettan                 | 25      | 0    | 2             | 0             | 27      | 0      |
| IF Brommapojkarna      | 2019               | Superettan                 | 20      | 0    | 0             | 0             | 20      | 0      |
| Arameisk-Syrianska IF  | 2020               | Division 2 Södra Svealand  | 8       | 0    | 0             | 0             | 8       | 0      |
| Trosa Vagnhärad SK     | 2021               | Division 2 Södra Svealand  | 17      | 0    | 0             | 0             | 17      | 0      |
| Älvsjö AIK             | 2024               | Division 4 Stockholm Södra | 4       | 0    | 0             | 0             | 4       | 0      |
| Totalt i karriären     | Totalt i karriären | Totalt i karriären         | 135     | 0    | 6             | 0             | 141     | 0      |